# Ragtime (film)
Ragtime är en amerikansk dramafilm från 1981 i regi av Miloš Forman. Filmen är baserad på E.L. Doctorows historiska roman Ragtime från 1975.
Handlingen utspelar sig i och kring New York, New Rochelle och Atlantic City i början av 1900-talet, med fiktiva hänvisningar till verkliga människor och händelser från den tiden.
Filmen innehåller de sista framträdandena av James Cagney och Pat O'Brien, tidiga framträdanden av Samuel L. Jackson, Jeff Daniels, Fran Drescher, Ethan Phillips och John Ratzenberger och ett ej krediterat inhopp av Jack Nicholson. Musiken komponerades av Randy Newman. Filmen nominerades till åtta Oscars.

## Rollista i urval
- James Cagney - Commissioner Rhinelander Waldo
- Brad Dourif - yngre bror
- Moses Gunn - Booker T. Washington
- Elizabeth McGovern - Evelyn Nesbit
- Kenneth McMillan - brandkapten Willie Conklin
- Pat O'Brien - Delphin
- Donald O'Connor - Evelyns dansinstruktör
- James Olson - fader
- Mandy Patinkin - Tateh
- Howard E. Rollins, Jr. - Coalhouse Walker Jr.
- Mary Steenburgen - mor
- Debbie Allen - Sarah
- Jeffrey DeMunn - Harry Houdini
- Robert Joy - Harry Kendall Thaw
- Norman Mailer - Stanford White
- Edwin Cooper - farfar
- Jeff Daniels - P.C. O'Donnell
- Fran Drescher - Mameh
- Frankie Faison - gängmedlem
- Alan Gifford - domare
- Richard Griffiths - Delmas assistent
- George Harris - bandledare på Clef Club
- Samuel L. Jackson - gängmedlem
- Michael Jeter - Special Reporter
- Bessie Love - gammal dam
- Ethan Phillips - vakt vid Family House
- Jack Nicholson - pirat på stranden (ej krediterad)